# Óscar Arribas
Óscar Arribas Pasero (Parla, 22 de octubre de 1998) es un futbolista profesional español que juega como centrocampista en el Johor Darul Takzim F. C. de la Superliga de Malasia.

## Carrera
Nació en Parla, Comunidad de Madrid, y se incorporó a la formación juvenil de la A. D. Alcorcón en 2014, procedente del CDE Lugo Fuenlabrada. El 29 de noviembre de 2016 debutó con el primer equipo, antes incluso de aparecer con el filial, entrando como segundo tiempo de suplente por Samu en el empate 1-1 en casa contra el R. C. D. Espanyol en la Copa del Rey.
Debutó con el equipo B el 15 de enero de 2017, en la derrota en casa de la Tercera División por 0-3 ante el Getafe C. F. "B".[cita requerida] Debutó en Segunda División el 4 de marzo, nuevamente desde el banco en un empate 0-0 en casa contra el Sevilla Atlético.
El 16 de agosto de 2019 firmó su primer contrato profesional hasta 2021. El 12 de octubre de 2019 marcó su primer gol con el primer equipo, anotando el primer gol del encuentro en la victoria fuera de casa por 3-1 frente al Sporting de Gijón.
En febrero de 2022 se convirtió en el primer canterano del conjunto alfarero en alcanzar los 100 partidos con el primer equipo. Esa temporada el equipo acabó bajando a la Primera División RFEF.
El 1 de julio de 2022 firmó por el F. C. Cartagena hasta junio de 2023. Sin embargo, el 13 de diciembre se hizo oficial la rescisión de su contrato.
El 8 de enero de 2023 inició una nueva etapa en su carrera después de fichar por el Johor Darul Takzim F. C. malayo.

## Selección nacional
En noviembre de 2022 fue convocado con la selección de fútbol de Filipinas.

## Clubes
| Club                     | País    | Año       |
| ------------------------ | ------- | --------- |
| A. D. Alcorcón "B"       | España  | 2016-2019 |
| A. D. Alcorcón           | España  | 2019-2022 |
| F. C. Cartagena          | España  | 2022      |
| Johor Darul Takzim F. C. | Malasia | 2023-     |